# تلسکوپ بس‌بزرگ

مقایسه اندازه اسمی دیافراگم تلسکوپ‌های بس‌بزرگ بالا و برخی از تلسکوپ‌های نوری مهم.

تلسکوپ بس‌بزرگ (انگلیسی: Extremely large telescope) یا تلسکوپ فوق‌العاده بزرگ که به اختصار ELT نامیده می‌شود، نوعی رصدخانه اخترشناختی است که تلسکوپ آن دارای آینه‌ای با قطر ۲۰ تا ۱۰۰ متر است. تلسکوپ‌های انعکاسی طیف نور مرئی، فرابنفش و فروسرخ را بازتاب می‌دهند.
تلسکوپ‌های بس‌بزرگ علاوه بر قابلیت‌های فراوان، جهت افزایش احتمال یافتن سیاره‌های مانند زمین در اطراف دیگر ستارگان نیز برنامه‌ریزی شده‌اند. اندازه تلسکوپ‌هایی که در طول موج رادیویی کار می‌کنند، بسیار بزرگ‌تر است مانند تلسکوپ رادیویی رصدخانه آرسیبو.

## تلسکوپ‌های بس بزرگ
| تصویر | نام                            | دهانه (متر)                           | مساحت (متر مربع) | آینه اصلی                    | ارتفاع (متر) | آغاز کار | توضیحات                                                          | منبع              |
| ----- | ------------------------------ | ------------------------------------- | ---------------- | ---------------------------- | ------------ | -------- | ---------------------------------------------------------------- | ----------------- |
|       | تلسکوپ بس بزرگ اروپایی (E-ELT) | ۳۹٫۳                                  | ۹۷۸              | ۷۹۸ × 1.45 m hexagonal (f/۱) | ۳۰۶۰         | ۲۰۲۴     | در حال ساخت: شیلی                                                | [ ۱ ] [ ۲ ] [ ۳ ] |
|       | تلسکوپ سی متری (TMT)           | ۳۰                                    | ۶۵۵              | ۴۹۲ × 1.45 m hexagonal (f/۱) | ۴۰۵۰         | ۲۰۲۲     | در حال ساخت: رصدخانه مونوکی، هاوایی                              | <                 |
|       | تلسکوپ بزرگ ماژلان (GMT)       | ۲۴٫۵                                  | ۳۶۸              | ۷ × 8.4 m circular (f/۰٫۷۱)  | ۲۵۱۶         | ۲۰۲۱     | در حال ساخت: رصدخانه لاس کامپاناس، شیلی; 4 mirrors cast (4/7 M1) | <                 |
|       | تلسکوپ ال‌بی‌تی (LBT)            | 11.8 equiv area 22.8 equiv پراش limit | ۱۱۱              | ۲ × 8.4 m circular           | ۳۲۲۱         | ۲۰۰۸     | بزرگ‌ترین آینه چندبخشی، واقع در آریزونا                           | [ ۶ ]             |
|       | تلسکوپ بزرگ جزایر قناری (GTC)  | ۱۰٫۴                                  | ۷۴               | ۳۶ × 1.9 m hexagonal         | ۲۲۷۵         | ۲۰۰۸     | بزرگ‌ترین آینه منفرد. واقع در رصدخانه صخره بچه‌ها در جزایر قناری   | [ ۷ ]             |